# All the Way (Craig David)
All the Way è il primo singolo estratto da The Story Goes..., terzo album del cantante britannico Craig David pubblicato dalla nuova etichetta Warner Bros. Records.
È diventato il singolo estratto da The Story Goes... che si è spinto più in alto in classifica, ma non è riuscito a vendere quanto il successivo Don't Love You No More (I'm Sorry) che ha totalizzato quasi il doppio delle settimane nella Official Singles Chart.
Il video musicale è il sesto video dell'artista ad essere diretto da Max & Dania.

## Formati e tracce
UK CD 1
1. All the Way (radio edit)
2. Take 'Em Off (album version)

UK CD 2
1. All the Way (radio edit)
2. Can You Feel Me
3. All the Way (Kardinal Beats remix)
4. All the Way (Sandy Rivera Blackwiz mix)
5. All the Way (video)

## Classifiche
| Classifica        | Posizione massima |
| ----------------- | ----------------- |
| Australia         | 31                |
| Austria           | 61                |
| Belgio (Fiandre)  | 28                |
| Belgio (Vallonia) | 28                |
| Danimarca         | 8                 |
| Germania          | 38                |
| Francia           | 23                |
| Italia            | 12                |
| Irlanda           | 27                |
| Paesi Bassi       | 47                |
| Spagna            | 4                 |
| Svezia            | 33                |
| Svizzera          | 18                |
| Regno Unito       | 3                 |